# Эврё-2 (кантон)
Эврё-2 (фр. Évreux-2) — кантон во Франции, находится в регионе Нормандия, департамент Эр. Входит в состав округа Эврё.

## История
Кантон образован в результате реформы 2015 года  на основе упраздненного кантона Эврё-Нор.

## Состав кантона с 22 марта 2015 года
В состав кантона входят коммуны (население по данным Национального института статистики за 2018 г.):
- Авирон (1 101 чел.)
- Гравиньи (3 967 чел.)
- Дарде (150 чел.)
- Ирвиль (469 чел.)
- Ла-Шапель-дю-Буа-де-Фо (682 чел.)
- Ле-Буле-Морен (784 чел.)
- Норманвиль (1 133 чел.)
- Рёйи (523 чел.)
- Сен-Вигор (325 чел.)
- Сен-Жермен-де-Англь (169 чел.)
- Эврё (18 453 чел.) (северные кварталы)
- Эмальвиль (507 чел.)

## Политика
На президентских выборах 2022 г. жители кантона отдали в 1-м туре Эмманюэлю Макрону 28,1 % голосов против 23,8 % у Жана-Люка Меланшона и 23,6 % у Марин Ле Пен; во 2-м туре в кантоне победил Макрон, получивший 59,8 % голосов. (2017 год. 1 тур: Эмманюэль Макрон – 24,0 %, Марин Ле Пен – 22,0 %, Жан-Люк Меланшон – 20,8 %, Франсуа Фийон – 17,8 %; 2 тур: Макрон – 65,6 %. 2012 год. 1 тур: Франсуа Олланд — 28,7 %, Николя Саркози — 25,8 %, Марин Ле Пен — 18,5 %; 2 тур: Олланд — 52,9 %. 2007 год. 1 тур: Саркози — 31,9 %, Сеголен Руаяль — 25,6 %; 2 тур: Саркози — 53,3 %).
С 2021 года кантон в Совете департамента Эр представляют вице-мэры города Эврё Карен Бовийяр (Karêne Beauvillard) (Республиканцы) и Николя Гавар-Гонгаллю (Nicolas Gavard-Gongallud) (Разные правые).
|                | Кандидаты                           | Партия                   | Первый тур | Первый тур     | Второй тур | Второй тур |
| Кол-во голосов | Кандидаты                           | Партия                   | % голосов  | Кол-во голосов | % голосов  |            |
| -------------- | ----------------------------------- | ------------------------ | ---------- | -------------- | ---------- | ---------- |
|                | Карен Бовийяр Николя Гавар-Гонгаллю | Правый блок              | 2 090      | 41,00          | 3 025      | 59,85      |
|                | Жослин Дюшен Тьерри Озу-Лавалле     | Левый блок – Зелёные     | 1 606      | 31,50          | 2 029      | 40,15      |
|                | Венсан Берра Жюли Камуэн            | Национальное объединение | 1 183      | 23,21          |            |            |
|                | Марианна Бюо Лоран Крике            | Крайне левые             | 219        | 4,30           |            |            |

|                | Кандидаты                       | Партия                  | Первый тур | Первый тур     | Второй тур | Второй тур |
| Кол-во голосов | Кандидаты                       | Партия                  | % голосов  | Кол-во голосов | % голосов  |            |
| -------------- | ------------------------------- | ----------------------- | ---------- | -------------- | ---------- | ---------- |
|                | Кларисса Жюен Оливье Лепентё    | Правый блок             | 2 603      | 31,07          | 5 038      | 67,14      |
|                | Амандин Лавине Брюно Оме        | Национальный фронт      | 2 294      | 27,38          | 2 466      | 32,86      |
|                | Клод Беар Клер Карер-Годбо      | Левый блок              | 2 192      | 26,17          |            |            |
|                | Жослин Дюшен Тьерри Озу-Лавалле | Левый фронт             | 676        | 8,07           |            |            |
|                | Бертран Ле Герн Мишель Рив      | Европа Экология Зелёные | 612        | 7,31           |            |            |